# Szkoła na Wiejskiej
Szkoła na Wiejskiej – prywatna pensja żeńska przy ul. Wiejskiej 5 w Warszawie, założona przez Jadwigę Kowalczykównę („Jadwiga Czarna”) i Jadwigę Jawurkównę („Jadwiga Biała”) w roku 1903 i prowadzona przez jej założycielki do ich tragicznej śmierci w roku 1944 (w czasie powstania warszawskiego).
W latach 1903–1944 szkołę 7- lub 8-klasową ukończyło 706 dziewcząt, a świadectwa maturalne uzyskały 24 roczniki (551 uczennic). Ponad 60% absolwentek uzyskało później dyplomy ukończenia uczelni wyższych. Jedną z wielu znanych wychowanek była Zofia Landy – siostra Teresa z Lasek (absolwentka z 1911), która tak zaczęła swoje wspomnienia:

Pisać o naszej Szkole teraz, gdy nie zostało z niej żadnych śladów prócz tego, co pozostało w duszach naszych, jest bolesnym i naglącym obowiązkiem, jest długiem wobec tych, których już nie ma, wobec drogich, kochanych Pań Czarnej i Białej, których śmierć męczeńska jest uwieńczeniem ich ofiarnego życia (Zofia Landy, siostra Teresa z Lasek).

Pisząc o znaczeniu szkoły dla rozwoju myśli pedagogicznej w pierwszej połowie XX. w. Komitet Redakcyjny książki „Szkoła na Wiejskiej” (wyd. 1974) stwierdził:

Niepełna byłaby historia szkolnictwa polskiego (a zwłaszcza warszawskiego) tego okresu, gdyby nie uwzględniono dorobku Szkoły Jadwigi Kowalczykówny i Jadwigi Jawurkówny.

## Inspiracje założycielek

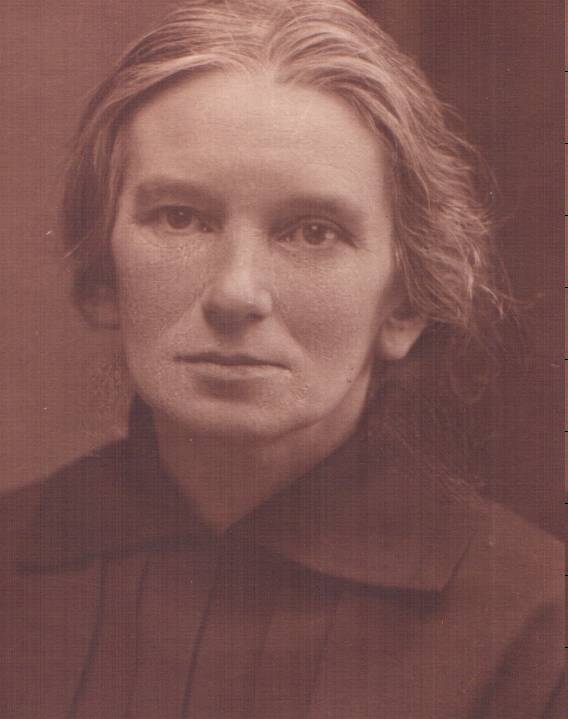
Jadwiga Kowalczykówna (1874–1944)
Panna Jadwiga Czarna

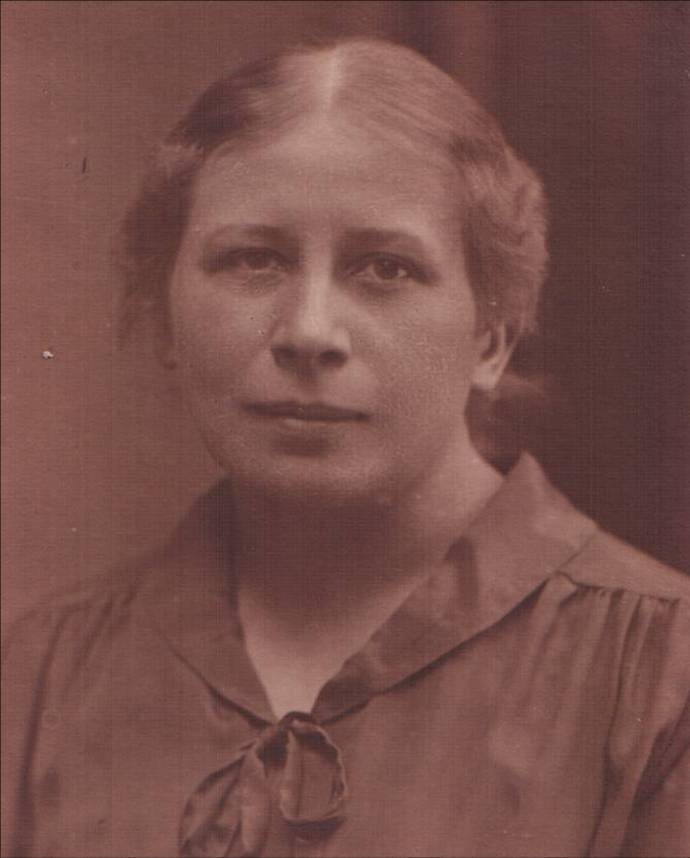
Jadwiga Jawurkówna (1880–1944)
Panna Jadwiga Biała

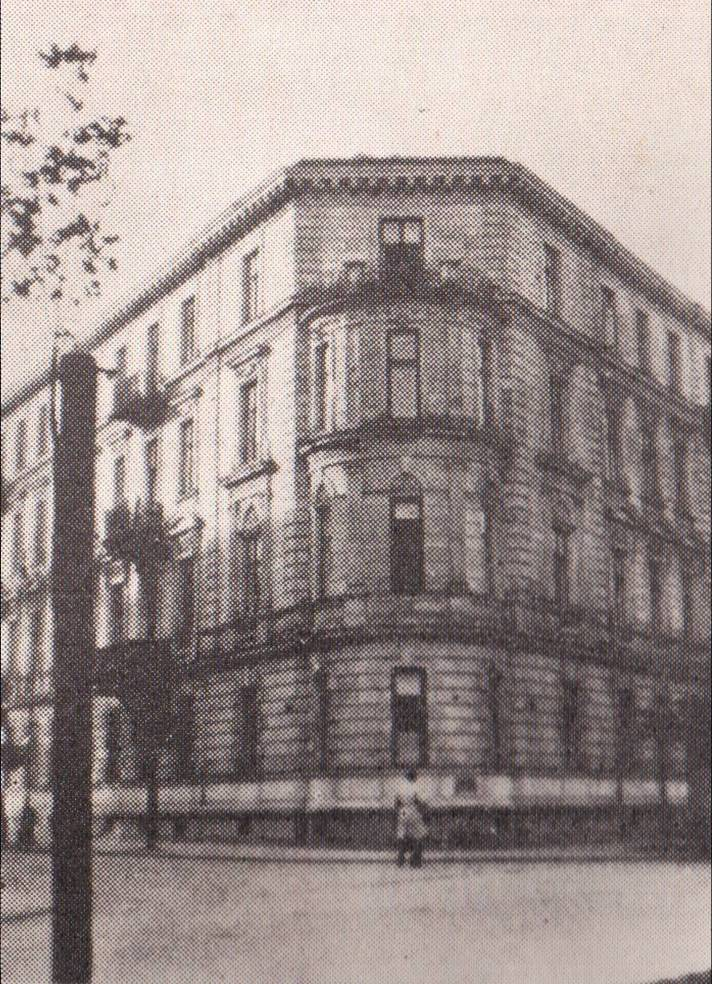
Budynek szkoły
przy ul. Wiejskiej 5
(róg Wiejskiej i Matejki, ok. 1930)

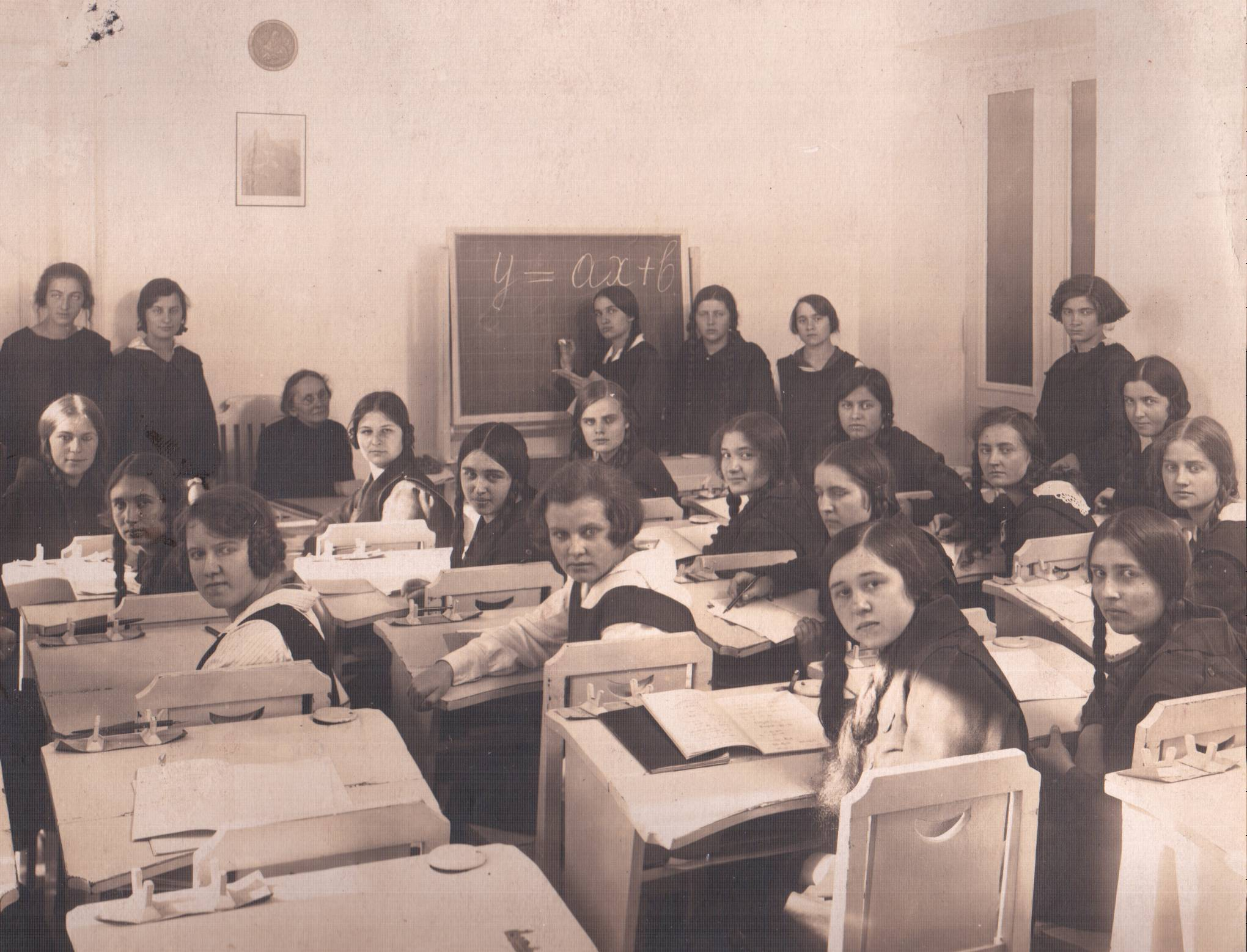
Uczennice w czasie lekcji matematyki (ok. 1930)

Dzieciństwo i młodość Jadwigi Kowalczykówny i Jadwigi Jawurkówny przypadają na okres historii Polski po upadku powstania styczniowego, w którym Królestwo Kongresowe całkowicie utraciło autonomię. W „Kraju Nadwiślańskim” władzę sprawowali carscy namiestnicy (lata 1874–1880 – Paweł Kotzebue, 1880–1883 – Piotr Albiedyński, 1883–1894 – Iosif Hurko). Wspierającym powstanie miastom odebrano prawa miejskie, zlikwidowano Bank Polski, skasowano klasztory, rozpoczęto intensywną rusyfikację – wprowadzono zakaz używania w szkołach rządowych języka polskiego. W tych latach żywej pamięci o powstaniu znaczna część społeczeństwa uznała konieczność rezygnacji z dalszej walki zbrojnej z rosyjskim zaborcą i podjęła pracę organiczną. Duży wpływ na kształtujące się wówczas postawy społeczne i polityczne wywarł Edward Abramowski, bardzo zaangażowany m.in. w pracę kół samokształceniowych i tajnych kursów, na których szerzono – poza wiedzą – hasła odnowy moralnej.
Grupa w większości młodych ludzi, zaliczanych do „abramowszczyków” – m.in. Helena Radlińska, Helena Ceysinger, Maria Gomólińska, Helena Jaśkiewicz, Stanisław Kalinowski, Rafał Korniłowicz (brat Władysława Korniłowicza), Teodora Męczkowska – założyła Koło Wychowawców, stanowiące przeciwwagę dla ugodowego nauczycielskiego Stowarzyszenia Przełożonych.
Z publikacji Heleny Radlińskiej wynika, że:

…to właśnie filozofia Abramowskiego poddawała tok ich myślom i odczuwaniom, sprowadzała utopie do nakazów moralnych.

Do Koła Wychowawców należały również Jadwiga Kowalczykówna i Jadwiga Jawurkówna, absolwentki Uniwersytetu Latającego, na którym wykładowcami byli m.in. profesorowie Władysław Smoleński, Edward Grabowski, Adam Mahrburg, Bronisław Chlebowski, Ludwik Krzywicki, Piotr Chmielowski, Władysław Dawid.
29-letnia Kowalczykówna i 24-letnia Jawurkówna podjęły decyzję o utworzeniu w Warszawie prywatnej szkoły dla dziewcząt, działającej zgodnie z duchem pozytywizmu warszawskiego.

## Lata 1903–1918
Pensja rozpoczęła działalność jako szkoła 6-klasowa 9 września 1903. Naukę rozpoczęło wówczas 10 uczennic w dwóch klasach – wstępnej i pierwszej. Lekcje odbywały się w 6-pokojowym mieszkaniu na trzecim piętrze kamienicy przy ulicy Wiejskiej 5, gdzie zamieszkały też obie kierowniczki i nauczycielki – Jadwiga Kowalczykówna (matematyka) i Jadwiga Jawurkówna (religia, śpiew). Od 1903 w szkole pracowali też nauczyciele i wychowawcy:
Kazimierz Brandel – rysunek, Julia Brynk – język polski, Maria Gomólińska – historia Polski, Romana Ilińska – język francuski, Marta Jawurkówna (siostra Jadwigi) – roboty ręczne (slőjd), ks. Stefan Jóźwik – religia, Julia Ring-Lasocka – gimnastyka, Stefania Stefanowicz – język niemiecki, Mikołaj Winnicki – geografia i Zofia Zienkowska – kaligrafia.
W 1904 zorganizowano internat dla uczennic zamiejscowych (został zamknięty w roku 1915/1916 z powodu wojennych trudności z zaopatrzeniem).
W kolejnych latach stopniowo zwiększała się liczba klas – przyjmowano nowe uczennice do klasy wstępnej (na podstawie egzaminu). Grono pedagogiczne wzmocnili m.in.:
Wanda Haberkantówna – biologia, Eugeniusz Jarra – prawo i ekonomia polityczna, Stanisław Kalinowski – fizyka i kosmografia, Helena Radlińska – historia Polski, Kazimierz Wóycicki – język polski, Zygmunt Wóycicki – biologia.
Wśród pierwszych uczennic szkoły były m.in. córki Andrzeja Niemojewskiego, Adama Mahrburga, Stanisława Karpowicza, Adama Kryńskiego, Mariana Abramowicza, Izabeli Moszczeńskiej, Adolfa Warskiego.
Szkoła rozwijała się z roku na rok, mimo że jej działalność nie była zgodna z zasadami ustalonymi przez władze zaborcze. Dziewczęta uczono historii Polski, prowadzono rozszerzony kurs historii powszechnej (w języku polskim), rozszerzony kurs matematyki, zakazane w polskich szkołach lekcje przyrody, nowatorskie na polskich pensjach lekcje łaciny. Po rewolucji 1905 stworzono dwie tajne klasy dla relegowanych z innych szkół aktywnych uczestniczek strajków szkolnych. W czasie jednej z wielu wizytacji, przeprowadzonej 16 maja 1911, inspektor szkolny znalazł u uczennicy podręcznik historii Polski. Poza tym stwierdził, że uczennice nie znają imion członków carskiej rodziny i tekstów modlitw w języku rosyjskim. Jadwiga Kowalczykówna otrzymała od inspektora pismo z informacją:

Rada Szkolna Opieki na posiedzeniu w dniu 16 maja br rozpatrzyła moje sprawozdanie o sprawach nauczania i wychowania w waszym zakładzie naukowym, znalazła tam wielkie nieporządki, a również i to, że rozporządzenia władz szkolnych są przez Panią całkowicie ignorowane, wskutek czego postanawia zamknąć utrzymywany przez Panią zakład naukowy z końcem br. szkolnego 1910/11 (przekład z języka rosyjskiego; „Szkoła na Wiejskiej”, s. 274).

Dzięki staraniom podjętym w Petersburgu udało się tę decyzję anulować – ograniczono się do relegowania jednej uczennicy. We wrześniu 1911 Jadwigę Kowalczykównę poinformowano, że szkoła może być ponownie otwarta:

... z koniecznym warunkiem, że Pani złoży podpis o bezwzględnym  przestrzeganiu w zakładzie naukowym rozporządzenia [...], dotyczącego liczby godzin lekcyjnych języka rosyjskiego, historii i geografii.  (przekład z języka rosyjskiego; „Szkoła na Wiejskiej”, s. 275).

Polskie władze oświatowe, które powstały w 1916, przekształciły 7-klasową szkołę przy Wiejskiej w gimnazjum 8-klasowe.

## Lata 1918–1939

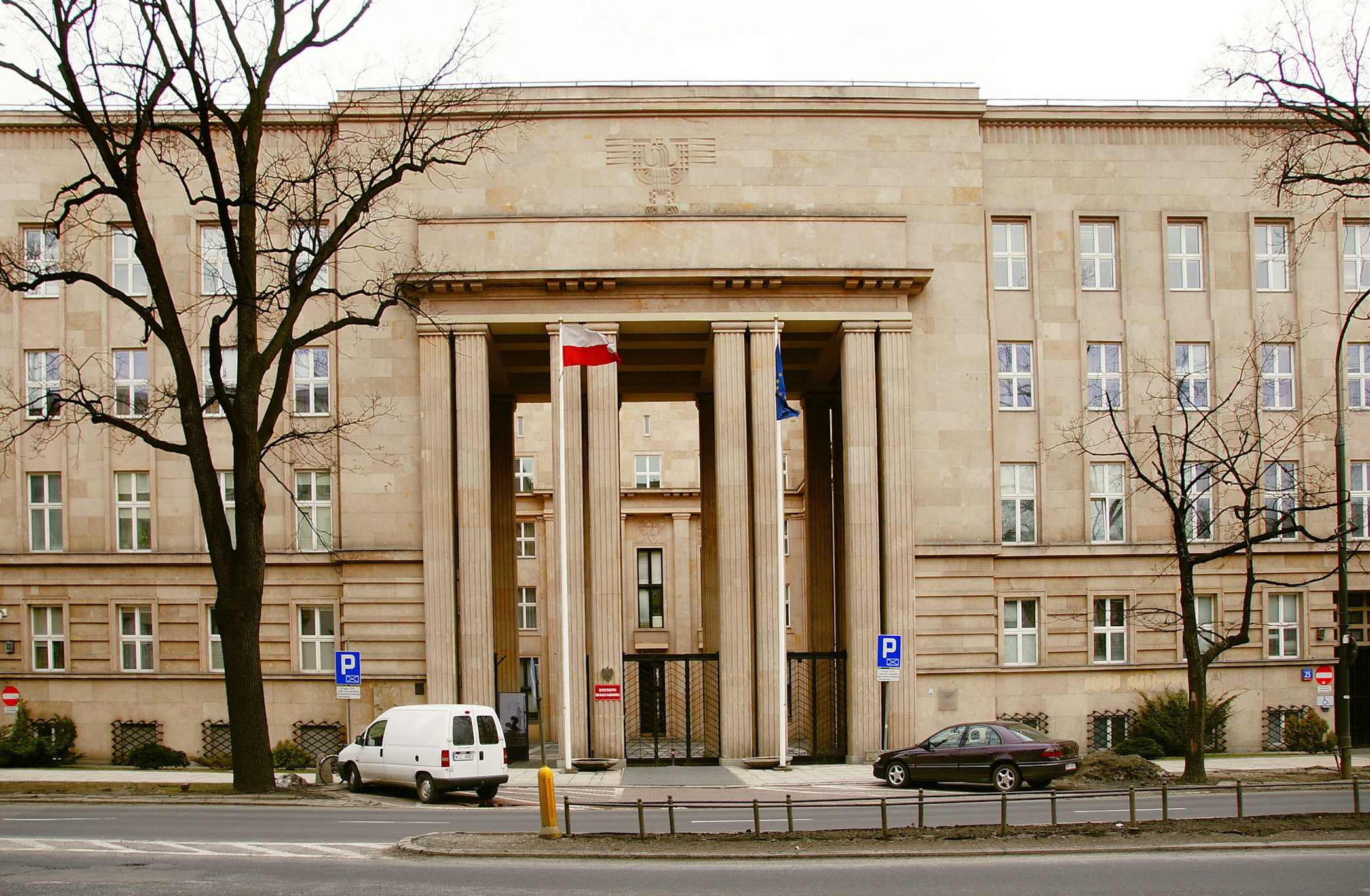
Gmach Ministerstwa Wyznań Religijnych i Oświecenia Publicznego w Warszawie

Po utworzeniu Ministerstwa Wyznań Religijnych i Oświecenia Publicznego dostosowano strukturę szkoły i programy do nowych wymagań, zachowując specyficzny styl pracy dydaktycznej i wychowawczej. Od 1917 do reformy ministra Janusza Jędrzejewicza (1933) prowadziła klasę wstępną i 8 klas gimnazjum. Od roku szkolnego 1933/1934 w szkole istniała 6-klasowa szkoła podstawowa i 4-klasowe gimnazjum (kończone małą maturą) oraz otwarte dodatkowo dwuletnie licea – humanistyczne i przyrodnicze. Zwiększyła się liczba sal zajmowanych przez szkołę w budynku przy ulicy Wiejskiej (zajęto 6 pokoi na I piętrze). Rozbudowano pracownię biologiczną i fizyczną, powstał szkolny ogródek doświadczany i boisko, dzięki zaangażowaniu Towarzystwa Przyjaciół Szkoły rozbudowano i nowocześnie wyposażono salę gimnastyczną. Nauczyciele prowadzili 8 kół zainteresowań: geograficzne, przyrodnicze, fizyczne, literackie, dramatyczne, plastyczne, lotnicze i sportowe; organizowali wycieczki do innych miast Polski, różnych instytucji i fabryk.
W szkole uczyło wielu znanych specjalistów, m.in.:
Zofia Cierniakowa – łacina (1916–1944), Jan Ehrenfeucht – matematyka (1921–1944), Zofia Ehrenfeuchtowa – chemia (1922–1944), Konrad Górski – język polski (1922–1934), Wanda Karpowicz – biologia (1919–1944), Stefan Kulczycki – matematyka (1920–1944), Zofia Niesiołowska-Rothertowa – język polski (1925–1928 i 1934–1944), Juliusz Rudnicki – matematyka (1914–1922) i kosmografia (1918–1919).

## Lata 1939–1944

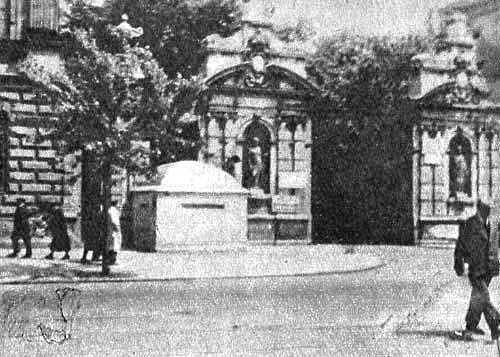
Bunkier przed Uniwersytetem Warszawskim, zajętym przez Wehrmacht; Krakowskie Przedmieście, lipiec 1944

Po kapitulacji Warszawy i zawarciu 28 września 1939 Traktatu o granicach i przyjaźni między III Rzeszą a ZSRR Szkoła prowadziła tajne komplety w prywatnych mieszkaniach oraz w pomieszczeniach przydzielonych szkole na nauczanie w zakresie dozwolonym, a w rzeczywistości prowadzone z zachowaniem pozorów dozwolonego nauczania na poziomie podstawowym.
Wymagania okupanta, dotyczące zakresu legalnego nauczania w szkołach Generalnego Gubernatorstwa, określał program polityki narodowościowej opracowany przez E. Wetzla i G. Hechta, na podstawie wytycznych Adolfa Hitlera:

Uniwersytety i inne szkoły wyższe, szkoły zawodowe, jak i szkoły średnie były zawsze ośrodkiem polskiego szowinistycznego wychowania i dlatego powinny być w ogóle zamknięte. Należy zezwolić jedynie na szkoły podstawowe, które powinny nauczać jedynie najbardziej prymitywnych rzeczy: rachunków, czytania i pisania. Nauka w ważnych narodowo dziedzinach, jak geografia, historia, historia literatury oraz gimnastyka, musi być zakazana [Fragment programu polityki narodowościowej].

Budynek przy ul. Wiejskiej nie został zniszczony w czasie nalotów Luftwaffe, jednak został zajęty przez wojsko niemieckie.
Część wyposażenia szkoły uczennice przeniosły m.in. do niedaleko położonej szkoły im. Cecylii Plater przy ul. Pięknej 24. Wkrótce i ten lokal zajęli Niemcy i nauka odbywała się w wynajętych mieszkaniach przy ul. Chocimskiej 3 i Narbutta 17, a po zarekwirowaniu tych mieszkań – przy ul. Królewskiej 35 (w gimnazjum p. Tymińskiej). Gdy zażądano połączenia szkoły Kowalczykówny i Jaworkówny ze szkołą podstawową Bronisławy Stopczykowej przy ul. Hożej 64, dostosowano się do tych zaleceń tylko formalnie.
W roku szkolnym 1942/1943 szkolnictwo średnie zostało całkowicie zastąpione szkołami zawodowymi, do czego dostosowano się również tylko pozornie, kontynuując nauczanie w szerszym zakresie. Posiadanie legitymacji takich szkół zabezpieczało przed wywiezieniem na roboty przymusowe do Niemiec po ukończeniu 16 lat. Nadal realizowano program licealny, mimo ograniczonego czasu nauki – były na nią przewidziane tylko 2 dni w tygodniu, a w pozostałych dniach miała się odbywać praktyka zawodowa.
Tajne komplety były organizowane w kilkunastu różnych mieszkaniach prywatnych, w grupach 8–10-osobowych, bez podręczników i notatek (w systemie przypominającym seminaria uniwersyteckie). Nastrój panujący na kompletach maturalnych ilustruje fragment wspomnień Zofii Niesiołowskiej-Rothertowej, mówiący o dziewczętach z kompletu humanistek, które wpadają na spotkania:

...zdyszane z biegu: zebrania, kursy, rozkazy, kolportaż, przenoszenie broni. Wszystko w milczeniu, z pasją napiętą do ostatnich granic. I nauka. Najmilsze lekcje w mieszkaniu Doroty na Krakowskim Przedmieściu. Właścicielka, wnuczka znakomitego malarza polskiego, Piotra Małachowskiego – obrazy przepyszne patrzą ze ścian, sprzęty mówią o przeszłości. Dobrze tu czytać wiersze, poruszać wielkie zagadnienia, wskrzeszać myśl i sztukę pisarzy.

Połowa dziewcząt z kompletu humanistek (kompletu Doroty) zginęła w czasie powstania, a dom na Krakowskim Przedmieściu został spalony.
Egzaminy maturalne osobiście przeprowadzała Jadwiga Kowalczykówna, która została do tego oficjalnie upoważniona przez konspiracyjne władze oświatowe.
W okresie od września 1939 do czerwca 1944 do szkoły powszechnej uczęszczało ok. 100, a do gimnazjum ok. 200 uczennic. Egzaminy maturalne zdały 124 absolwentki (ok. 2/3 spośród nich rozpoczęło tajne studia wyższe).

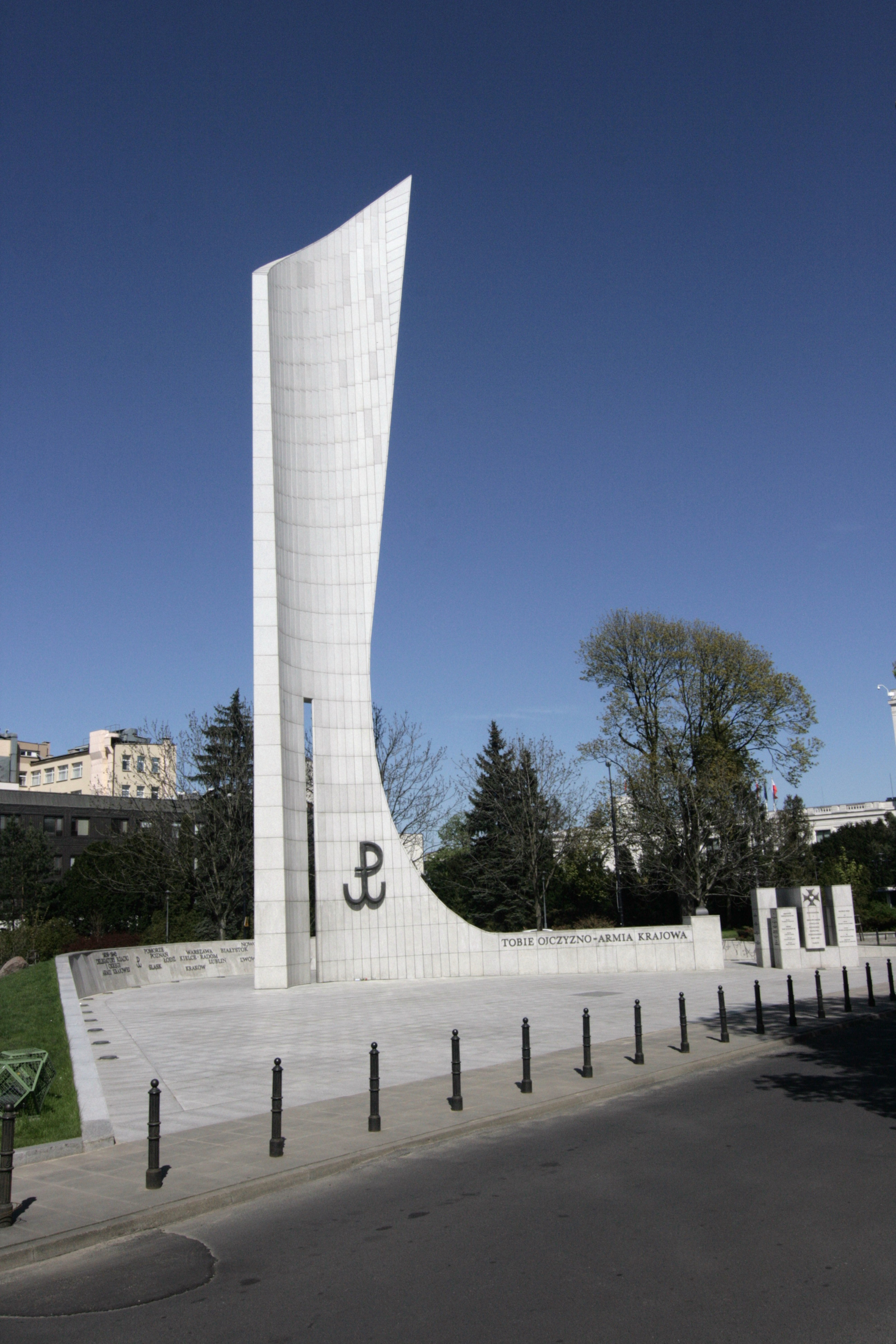
Pomnik Polskiego Państwa Podziemnego i Armii Krajowej na rogu ulic Wiejskiej i Matejki

W tym okresie w szkole pracowali jako nauczyciele:
Zofia Cierniakowa – łacina, Aniela Ehrenfeucht – matematyka, Maria Ehrenfeucht (siostra Jadwigi Kowalczykówny) – wychowawczyni, Wiktor Ehrenfeucht – matematyka, fizyka, Zofia z Doroszewskich Ehrenfeucht – chemia, Jadwiga Gościewicz – historia powszechna, Izabela Jankowska – historia Polski, Izabela Jarzębowska-Jankowska – arytmetyka i język polski, Jadwiga Jawurkówna – religia, Wanda Karpowicz – biologia, Stefan Kulczycki – matematyka, ks. Antoni Kwieciński – religia, Irena Mayzel – język francuski, Eugenia Rogowska – arytmetyka i język polski, Zofia z Niesiołowskich Rothertowa – język polski, Maria Siemaszko – wychowawczyni, Jadwiga Stołągiewicz – gimnastyka, Romana Szadurska – język francuski, Henryka Szellerowa – łacina, Eugenia Śniegocka-Gromanowa – arytmetyka i język polski, Wanda Wotke – śpiew.
Jedna z absolwentek, na pytanie „Jak wyglądało nauczanie wtedy, proszę powiedzieć?” odpowiedziała (fragment):

Nie było żadnego wychowywania patriotycznego pod takim tytułem. Natomiast był wielki nacisk na przedmioty humanistyczne, szczególnie język polski. To była właśnie uczta klasyki patriotycznej, może nawet z przerostem romantyzmu wobec innych epok. Bardzo dużo było lekcji poświęconych poetom romantycznym i pisarzom patriotycznym. To była ta lekcja patriotyzmu, to wychowanie patriotyczne.

Po wybuchu powstania warszawskiego wiele absolwentek szkoły uczestniczyło w walkach. W książce „Szkoła na Wiejskiej” zamieszczono listę 64 wychowanek, które straciły życie w latach 1939–1944 (większość to poległe i zamordowane w powstaniu). Spośród grona nauczycielskiego:
- Józef Birkenmajer (nauczyciel łaciny) – poległ jako oficer rezerwy w obronie Warszawy,
- Maria Ehrenfeuchtowa, Jadwiga Kowalczykówna i Jadwiga Jawurkówna – zostały zastrzelone w czasie powstania (zobacz – okoliczności śmierci Jadwigi Kowalczykówny[29]),
- Marta Jawurkówna – zginęła w powstaniu (na Powiślu),
- Maria Rylke (nauczycielka śpiewu) – zmarła w Ravensbrück (KL) w 1940.

Budynek Szkoły na Wiejskiej nie istnieje. Został wyburzony po kilkunastu latach od zakończenia wojny w ramach przebudowy śródmieścia Warszawy. W tym miejscu 11 czerwca 1999 Jan Paweł II poświęcił Pomnik Armii Krajowej i Polskiego Państwa Podziemnego.

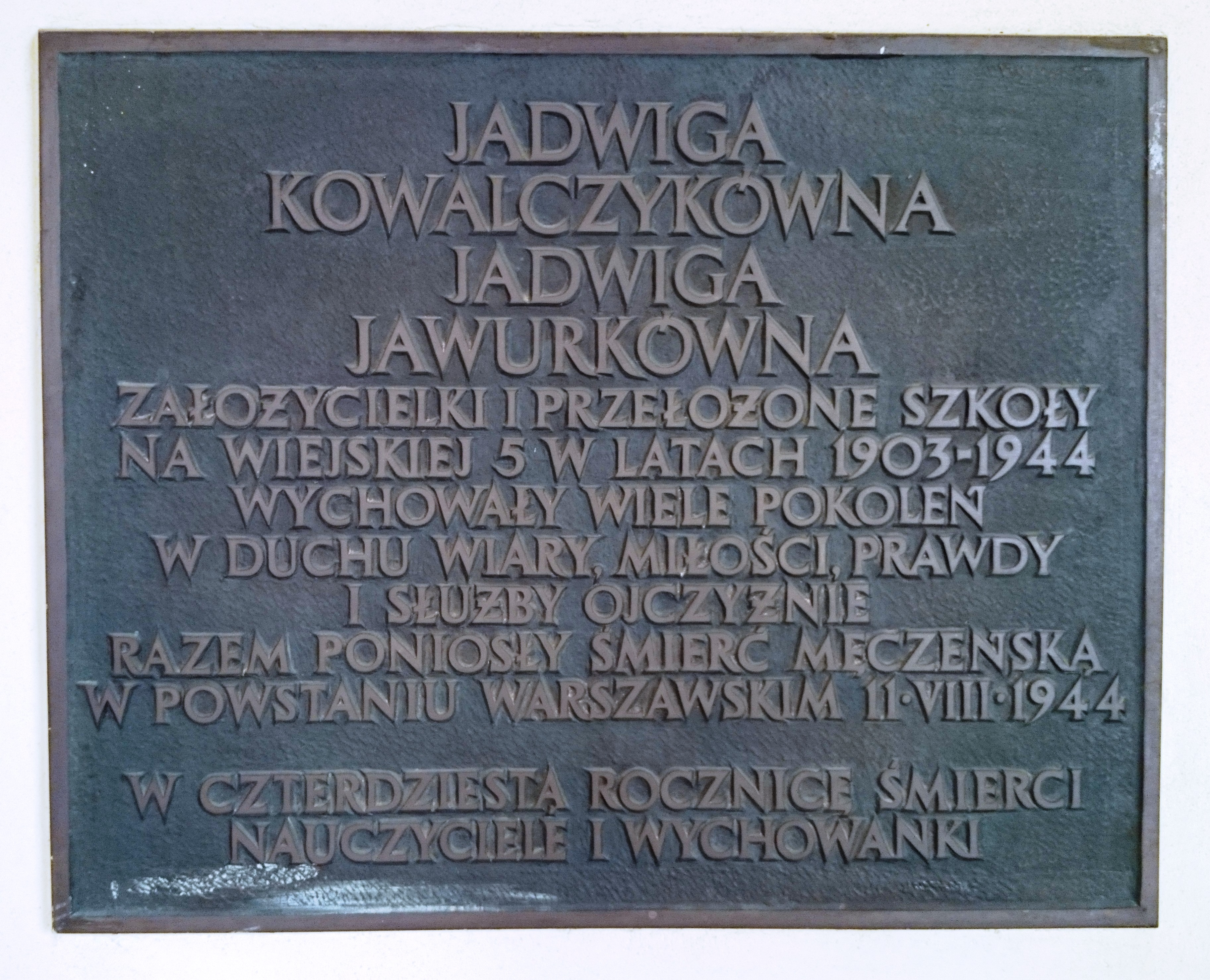
U góry: kamień upamiętniający Jadwigę Kowalczykównę i Jadwigę Jawurkównę oraz nauczycieli i absolwentów założonego przez nie Gimnazjum Żeńskiego znanego jako „Szkoła na Wiejskiej”, położony w miejscu, gdzie przed wojną mieściła się szkoła, w bezpośrednim sąsiedztwie pomnika Amii Krajowej i Polskiego Państwa Podziemnego;
u dołu: tablica poświęcona Jadwidze Kowalczykównej i Jadwidze Jawurkównej na dziedzińcu kościoła św. Marcina w Warszawie